# 이영도 (시인)

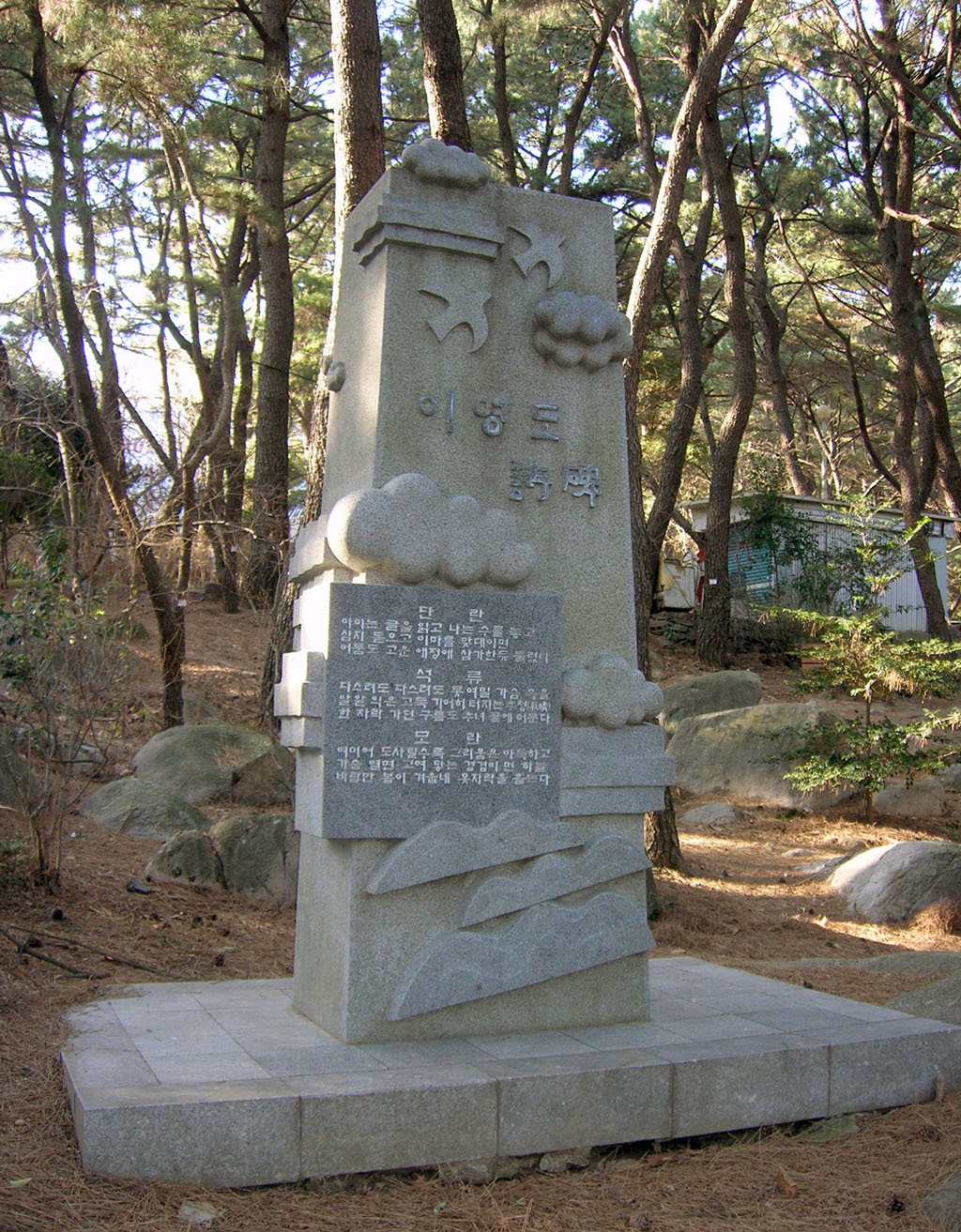
이영도 시비

이영도(李永道, 1916년 10월 22일 ~ 1976년 3월 5일)는 시조시인으로 호는 정운(丁芸)이다.
경상북도 청도에서 태어났으며, 시인 이호우의 여동생이다. 《죽순》지 동인이며, 첫 시조집은 1954년에 발표한 《청저집》이다. 통일여자중학교의 교사로 있었으며, 남편은 결핵으로 젊은 나이에 사별했다. 시인 유치환은 혼자가 된 그녀를 사랑하였으며, 5천 통이 넘는 연서를 보냈다.
1976년 마포구 서교동 자택에서 뇌일혈로 별세했으며, 사후 유작집으로 "나의 그리움은 오직 푸르고 깊은것"과 "언약"이 간행됐다.